# Henryk Wieczorek
Henryk Piotr Wieczorek (født 14. december 1949 i Chorzów) er en polsk tidligere fodboldspiller (midtbane).

## Karriere

### Klubber
Wieczorek spillede på klubplan i hjemlandet hos ROW Rybnik og Górnik Zabrze samt for AJ Auxerre i Frankrig.

### Landshold
Efter at have spillet enkelte kampe på det U/21-landsholdet debuterede Wieczorek på det polske landshold i 1973. Han var med på i truppen til VM 1974 i Vesttyskland, hvor polakkerne vandt bronze, men han fik ikke spilletid ved den lejlighed. Han opnåede i alt 19 kampe for A-landsholdet og scorede tre mål.
Han var også med ved OL i 1976 i Montreal, hvor fodboldturneringen var  ramt af flere afbud. Således bestod Polens indledende pulje kun af tre hold, og Polen vandt puljen med en sejr og en uafgjort. Ved dette OL gik de to bedste hold fra hver pulje videre til kvartfinaler, og her vandt Polen med 5-0 over Nordkorea. Med sejr på 2-0 i semifinalen over Brasilien var holdet klar til finalen mod DDR, som vandt 3-1, så det blev til OL-sølv til Polen og Wieczorek, mens Sovjetunionen vandt bronze med sejr over Brasilien. I denne turnering fik Wieczorek blot én kamp: finalen.